# Шишкино (Павловский район)
Ши́шкино — деревня в Павловском районе Нижегородской области. Входит в состав Калининского сельсовета.

## Топонимика
Название деревни указывает на её местоположение на возвышенном месте (холм сравнивается с шишкой).

## Население
| 2002 | 2010 |
| ---- | ---- |
| 28   | ↘20  |

## Инфраструктура
образование
сельское хозяйство
культура